# Мишо Лековић
Мишо Лековић (Годиње, 31. октобар 1923 — Београд, 24. фебруар 1995) био је југословенски и црногорски војни историчар.

## Биографија
Рођен је 1923. године у насељу Годиње, које припада oпштини Бар. Основну школу је завршио на Цетињу, гдје је и 1941. године завршио и гимназију. Учествовао је у Народноослободилачкој борби. Био је припадник једне партизанске јединице. Послије рата је наставио да служи у војсци. Завршио је пјешадијску официрску школу 1954. године. Од 1955. до 1980. године радио је у војноисторијском институту. Бавио се историјом Југославије у Другом свјетском рату. 1980. је пензионисан, када је достигао чин пуковника. Био је коатутор неколико књига о Другом свјетском рату. Објавио је у разним часописима 11 чланака и расправа и 39 одредница за Војну енциклопедију.